# Colvillea racemosa
Colvillea racemosa är en ärtväxtart som beskrevs av Wenceslas Bojer. Colvillea racemosa ingår i släktet Colvillea, och familjen ärtväxter. Inga underarter finns listade i Catalogue of Life.

## Bildgalleri

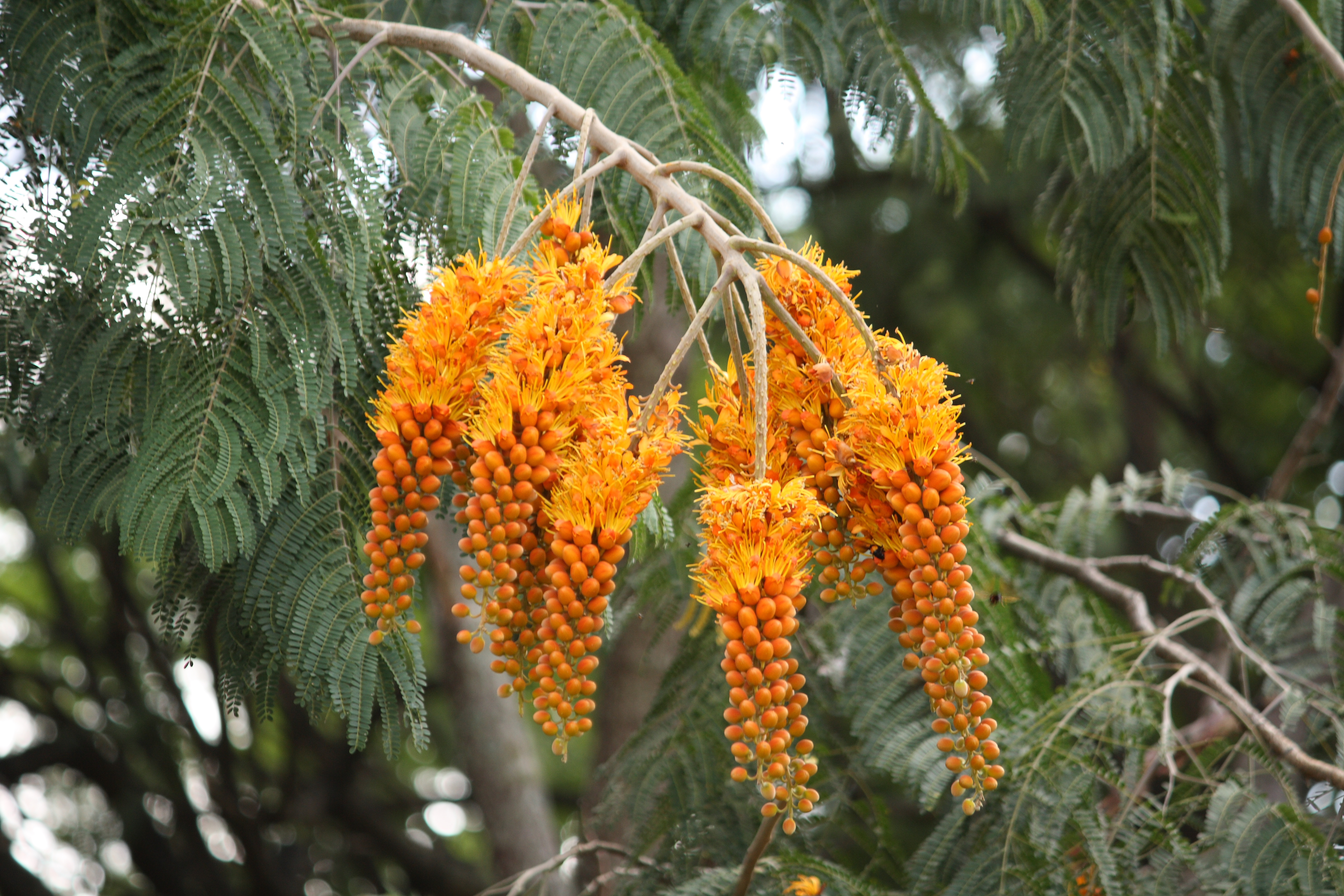
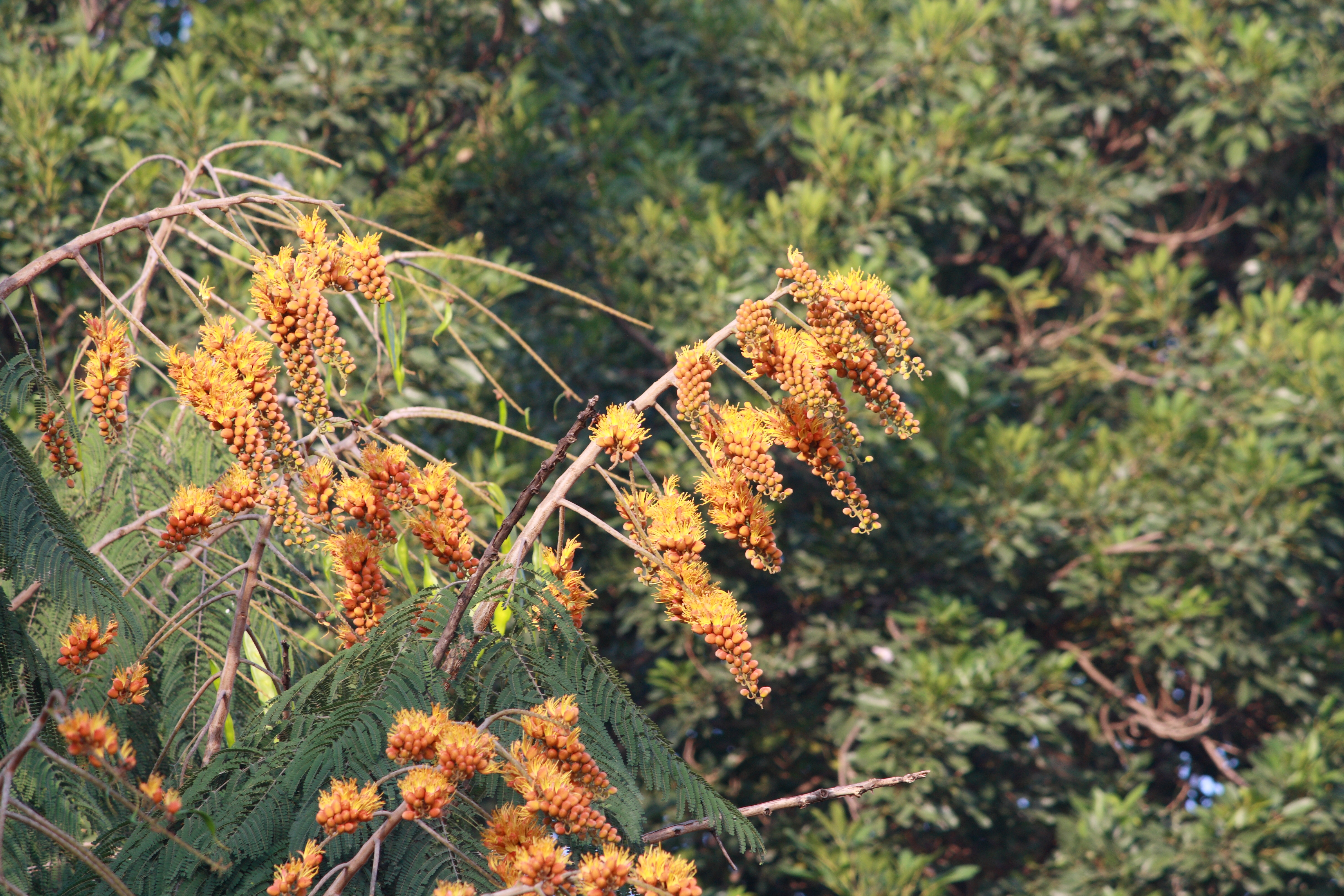
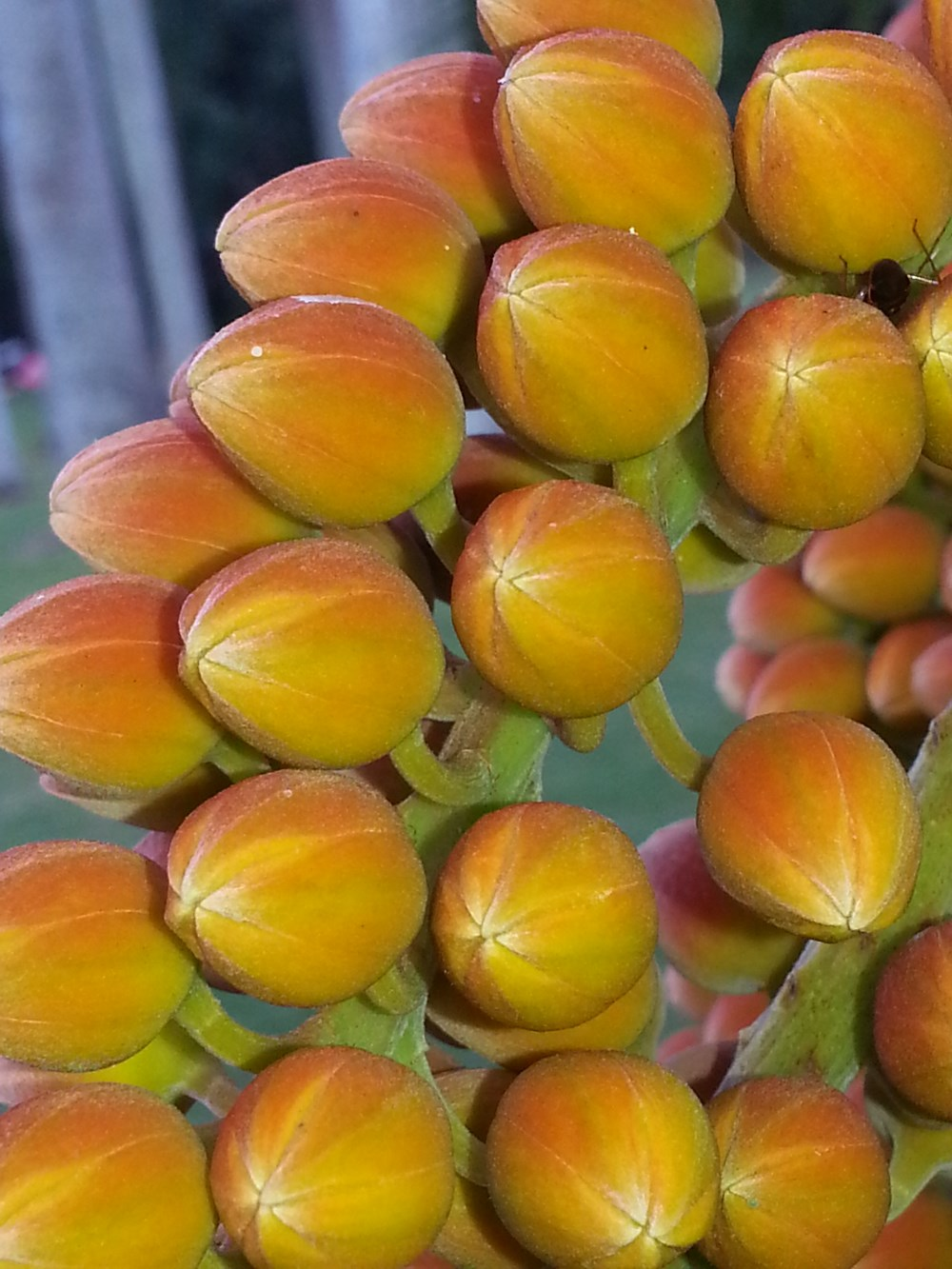
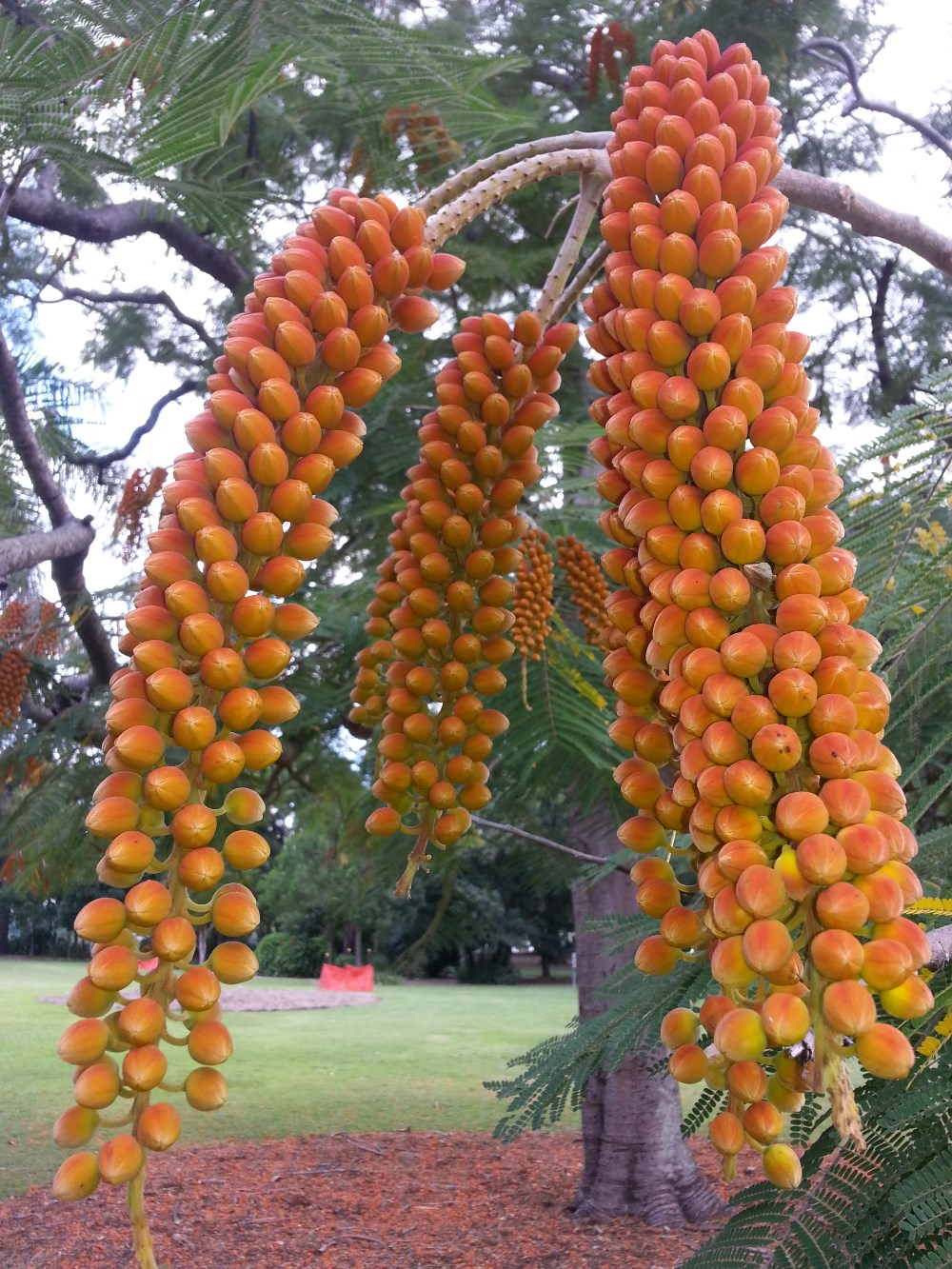
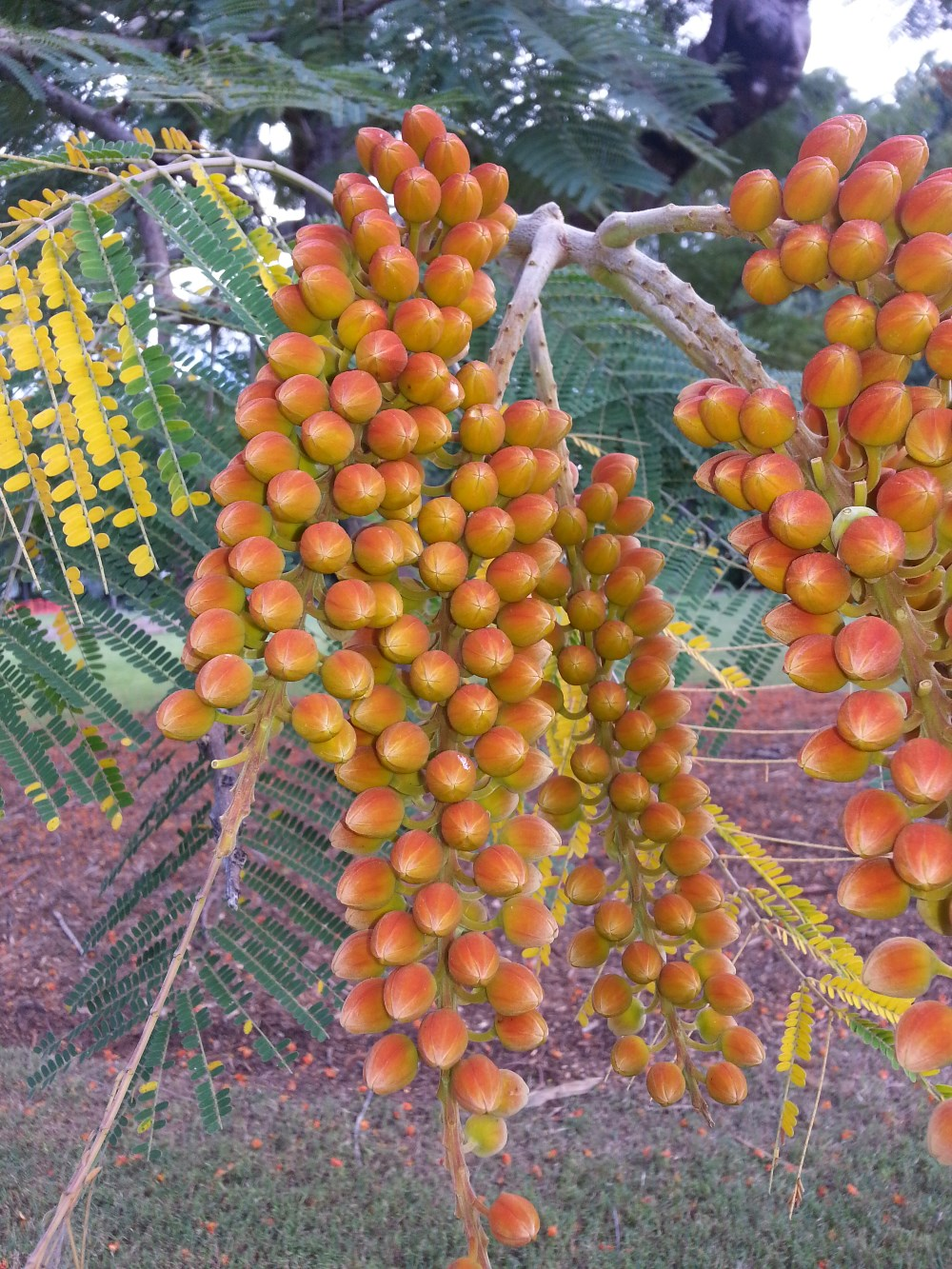